# Kniha Moudrosti
Kniha Moudrosti (latinsky Liber Sapientiae, někdy také Moudrost Šalomounova, řecky Σοφια Σαλωμωνος) je jedna z deuterokanonických knih Starého zákona, která byla sepsána v 1. století př. n. l. pod vlivem antického mudrosloví. Zásadní je především koncept Moudrosti, jakožto zprostředkující bytosti mezi Bohem a světem.

## Vznik
Řecký název i verše 9,7nn[ujasnit] knihu přímo připisují králi Šalomounovi, je však jisté, že ve skutečnosti byla sepsána až v 1. století př. n. l. v době helénismu, a to zřejmě v Egyptě. V Egyptě totiž žila významná židovská komunita, která přeložila Starý zákon z hebrejštiny do řečtiny. K překladům byly navíc připojeny i spisy psané v řečtině, čímž vznikla Septuaginta.
Jednou ze zmíněných řeckých knih byla i Moudrost Šalomounova, která měla odpovědět výzvě antického mudrosloví a představit vlastní Knihu Moudrosti, ve které se snaží židovský autor pohanům dokázat, že Hospodinova moudrost předčí moudrost všech národů, a zároveň posílit sebevědomí Židů žijících mezi pohanskými národy.
Později byla kniha přeložena do latiny a do své Vulgáty ji přijal i Hieronymus.

## Obsah
Obsah knihy lze rozdělit do tří částí:
1. kapitoly 1–5: boj zbožné moudrosti izraelského národa proti bezbožné moudrosti světa, napomenutí vládcům, polemika s židy, kteří opouštěli základní principy judaismu a tíhli k mravní nevázanosti a nihilismu;
2. kapitoly 6–9: přednosti moudrosti, modlitba za dar moudrosti;
3. kapitoly 10–19: působení moudrosti v událostech dějin Izraele, polemika s náboženskými kulty pohanů.

Pro vývoj židovské filosofie je významná především myšlenka Moudrosti, jež vznikla na základě dobových spekulací o hypostasích, tj. zprostředkujících bytostech mezi Bohem a světem. Moudrost tak představuje Boží pomocnici, učitelku lidstva, dech Boží moci. Spis nese jasné stopy dualismu: Bůh je světu natolik vzdálený, že je potřeba zprostředkující bytosti (zde Moudrosti). Zároveň však kniha zůstává pevně zakotvena v židovském monoteismu a staví se proti modloslužbě a mravní uvolněnosti.